# Biserica „Sfântul Nicolae” din Totea
Biserica cu hramul „Sfântul Nicolae” din Totea, comuna Licurici, județul Gorj, a fost ridicată în anul 1735. Lăcașul de cult figurează pe lista monumentelor istorice 2010, cod LMI GJ-II-m-B-09415.

## Istoric și trăsături
Biserica a fost construită în anul 1735 și refăcută în 1825.
Se află în partea de est a localității, la sud de Dealul Giurcu și la circa 890 de metri est de cimitirul localității Totea și de intersecția cu drumul comunal DC111.
În județul Gorj există 38 de biserici monument istoric cu hramul Sfântul Ierarh Nicolae (hramul bisericii din Totea).

## Imagini

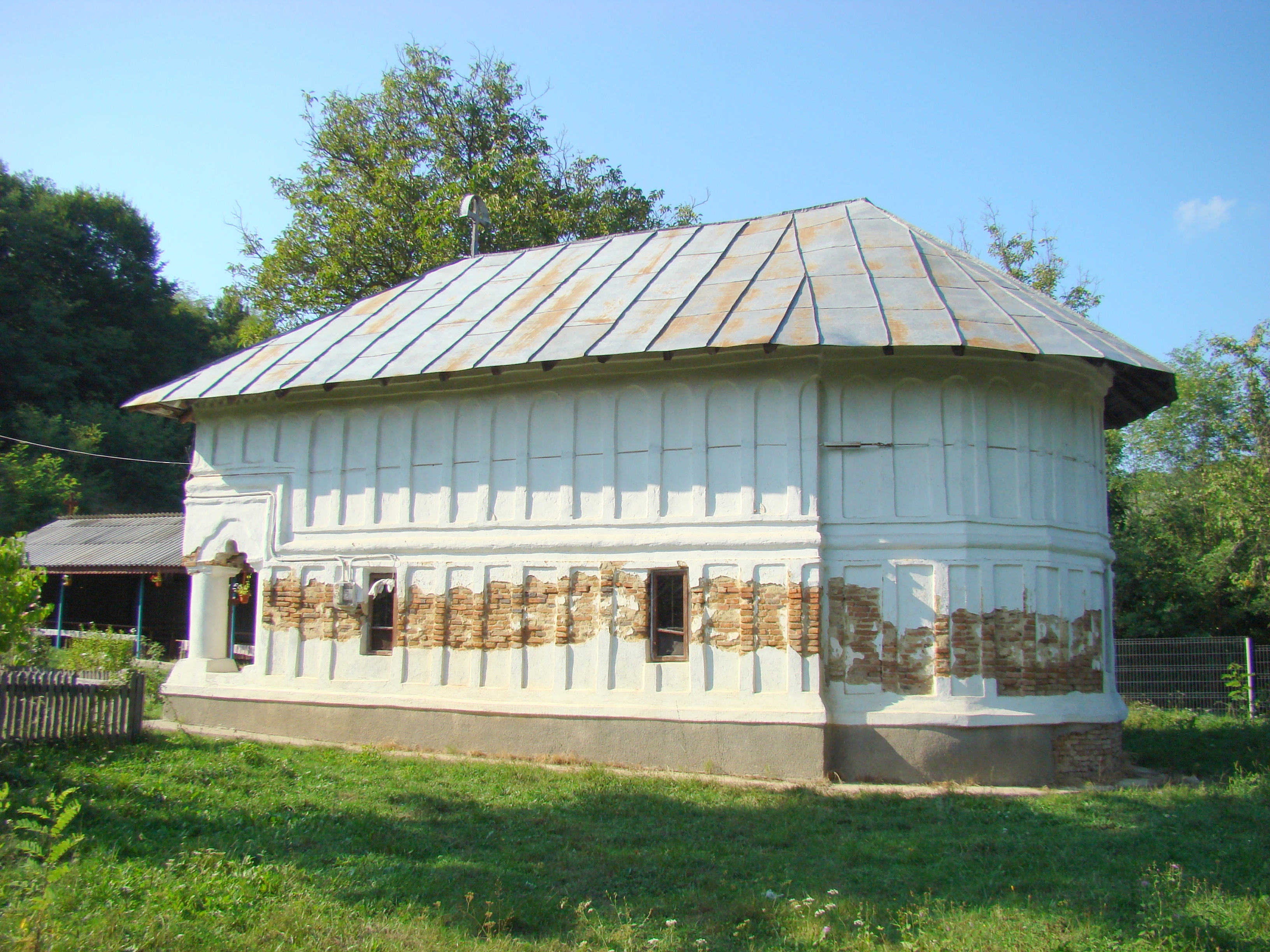
Biserica (sud-est)
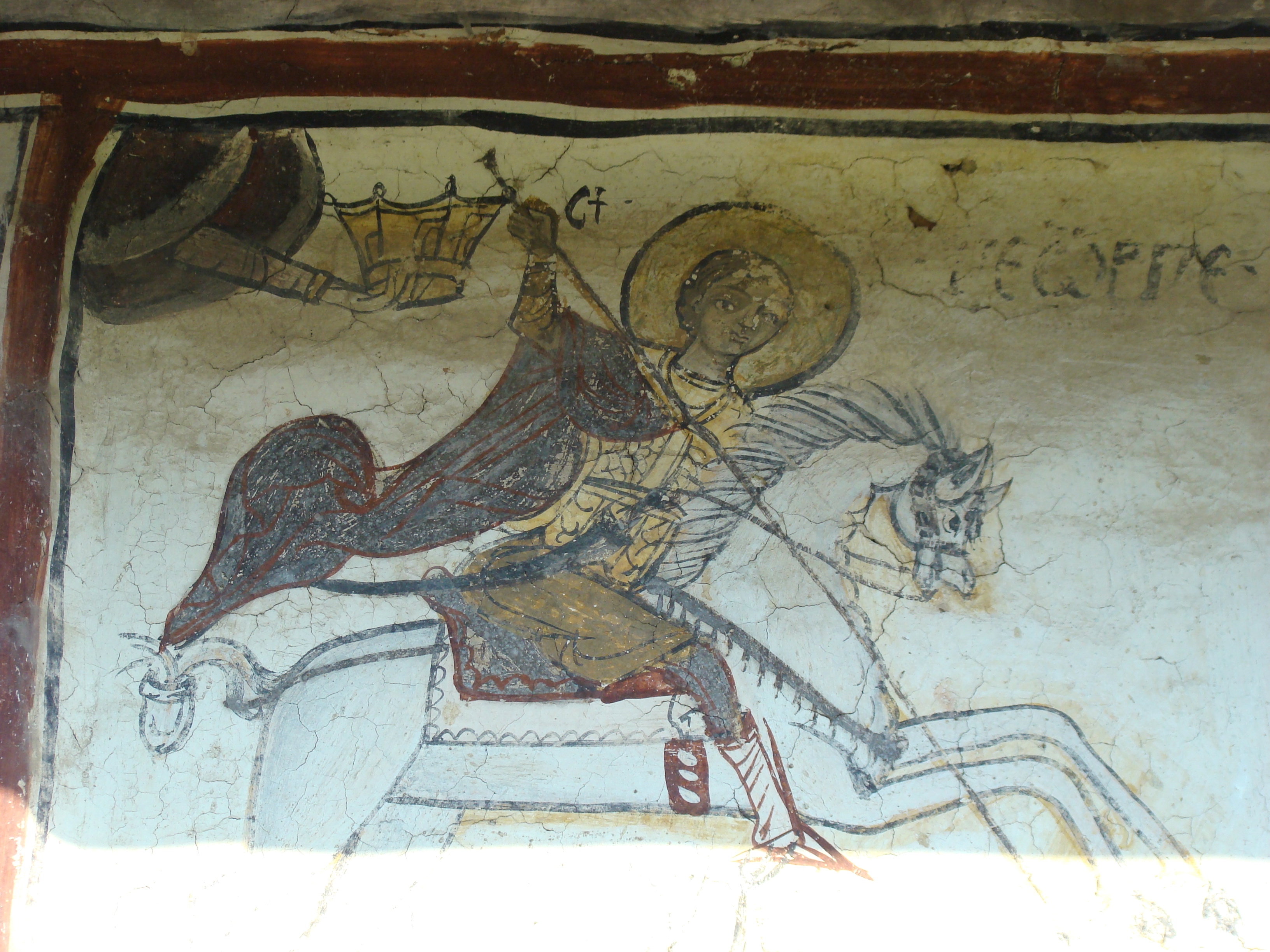
Sfântul Mare Mucenic Gheorghe
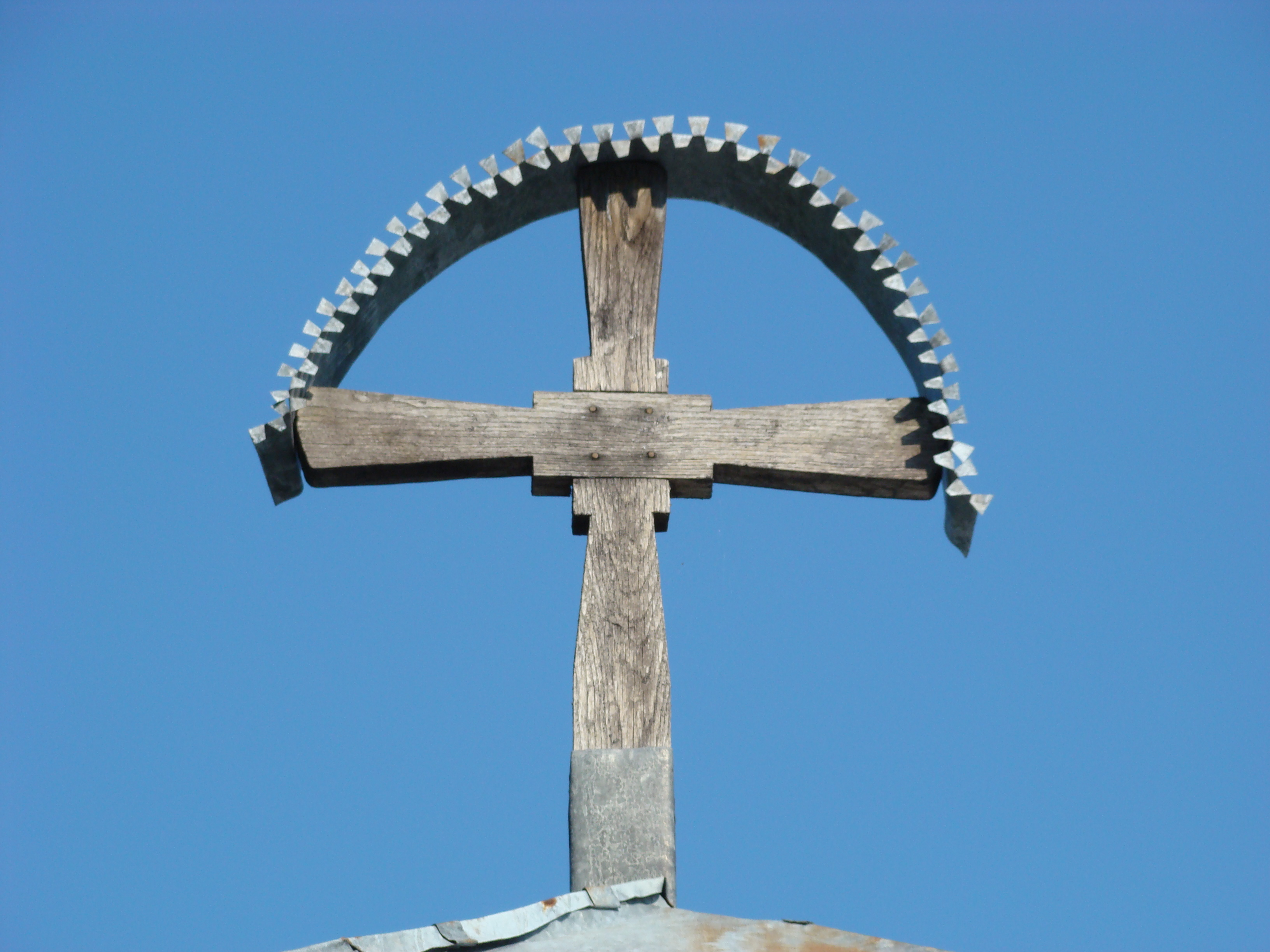
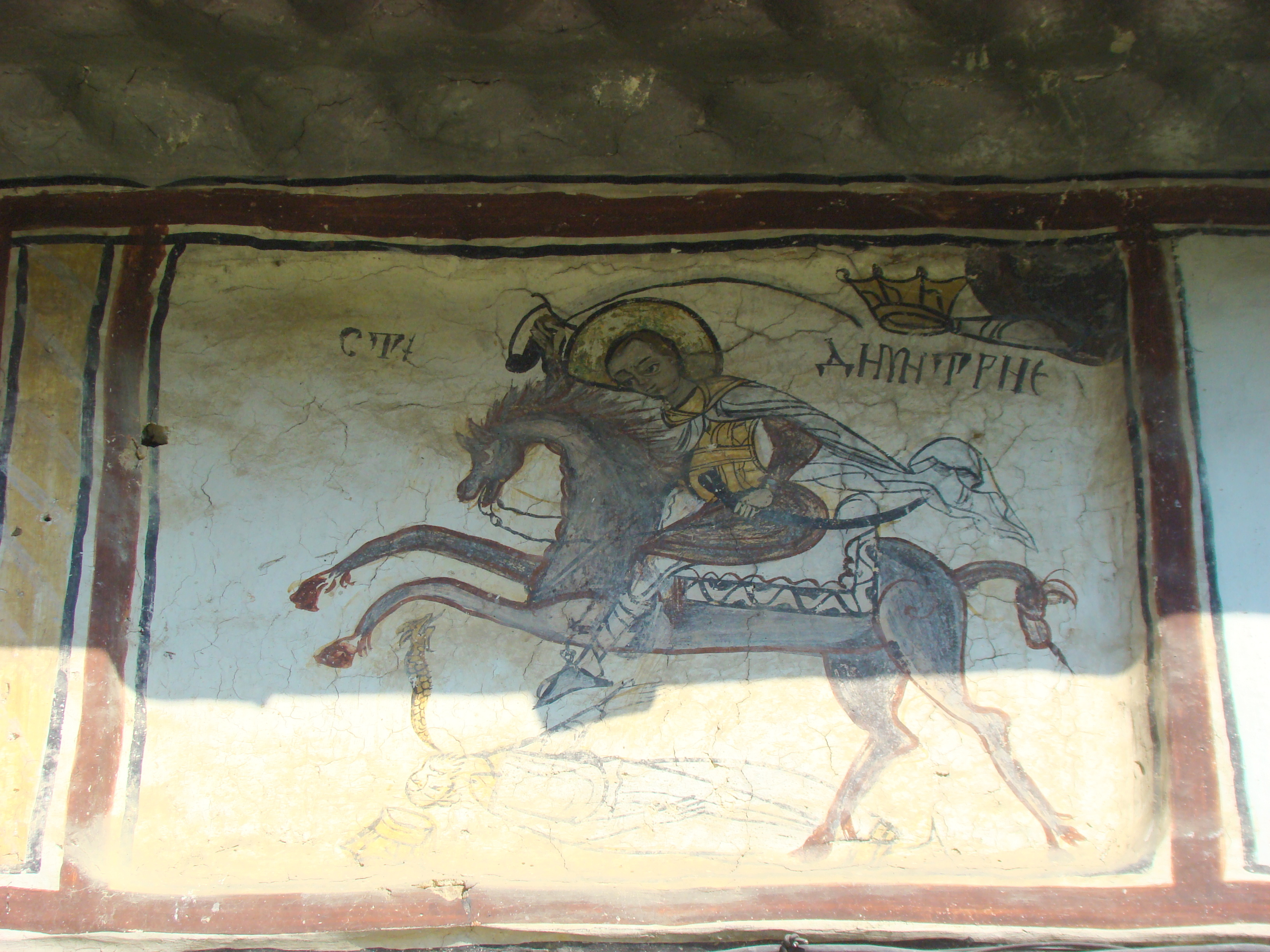
Sfântul Mare Mucenic Dimitrie
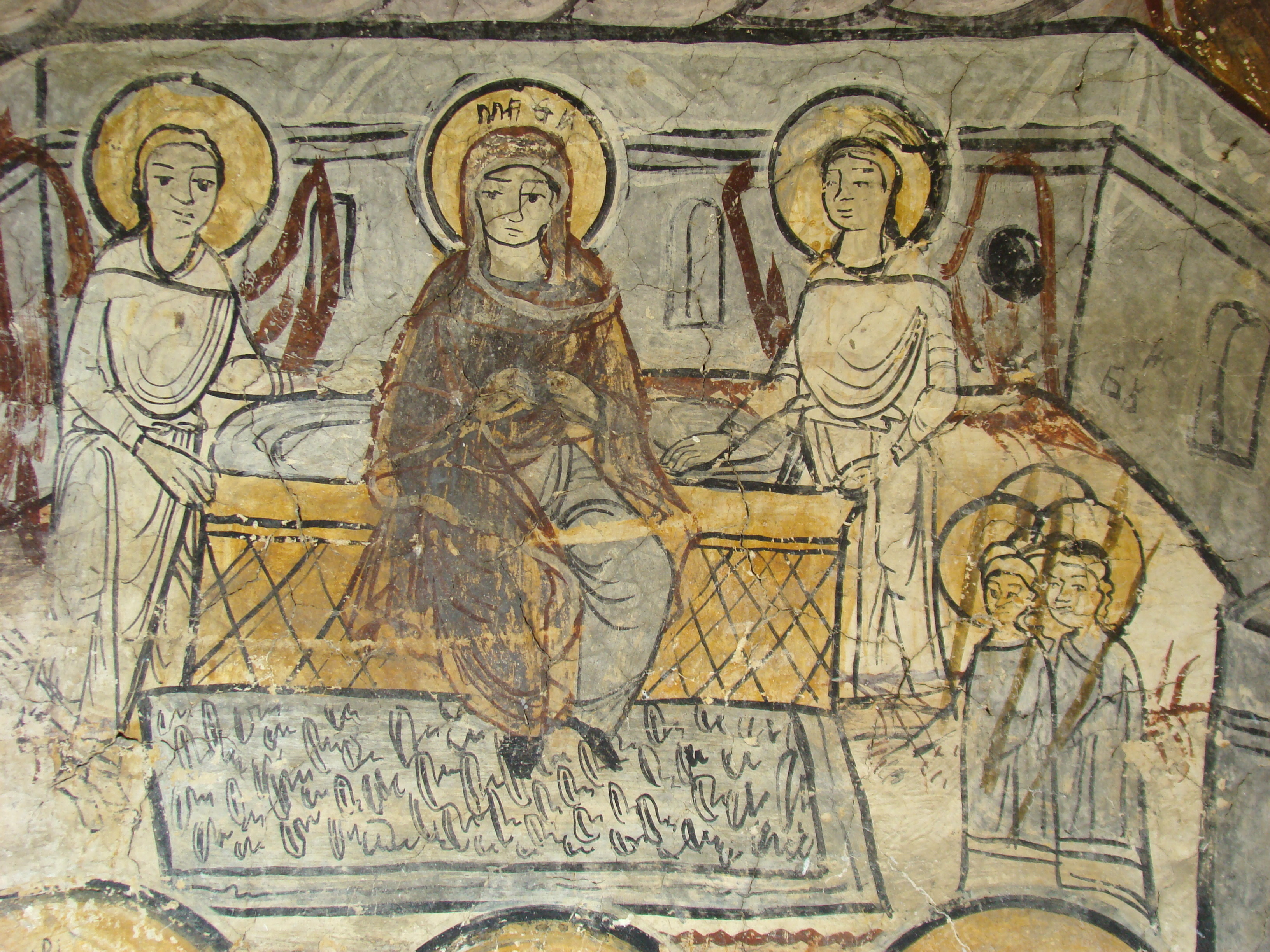
Pictura exterioară
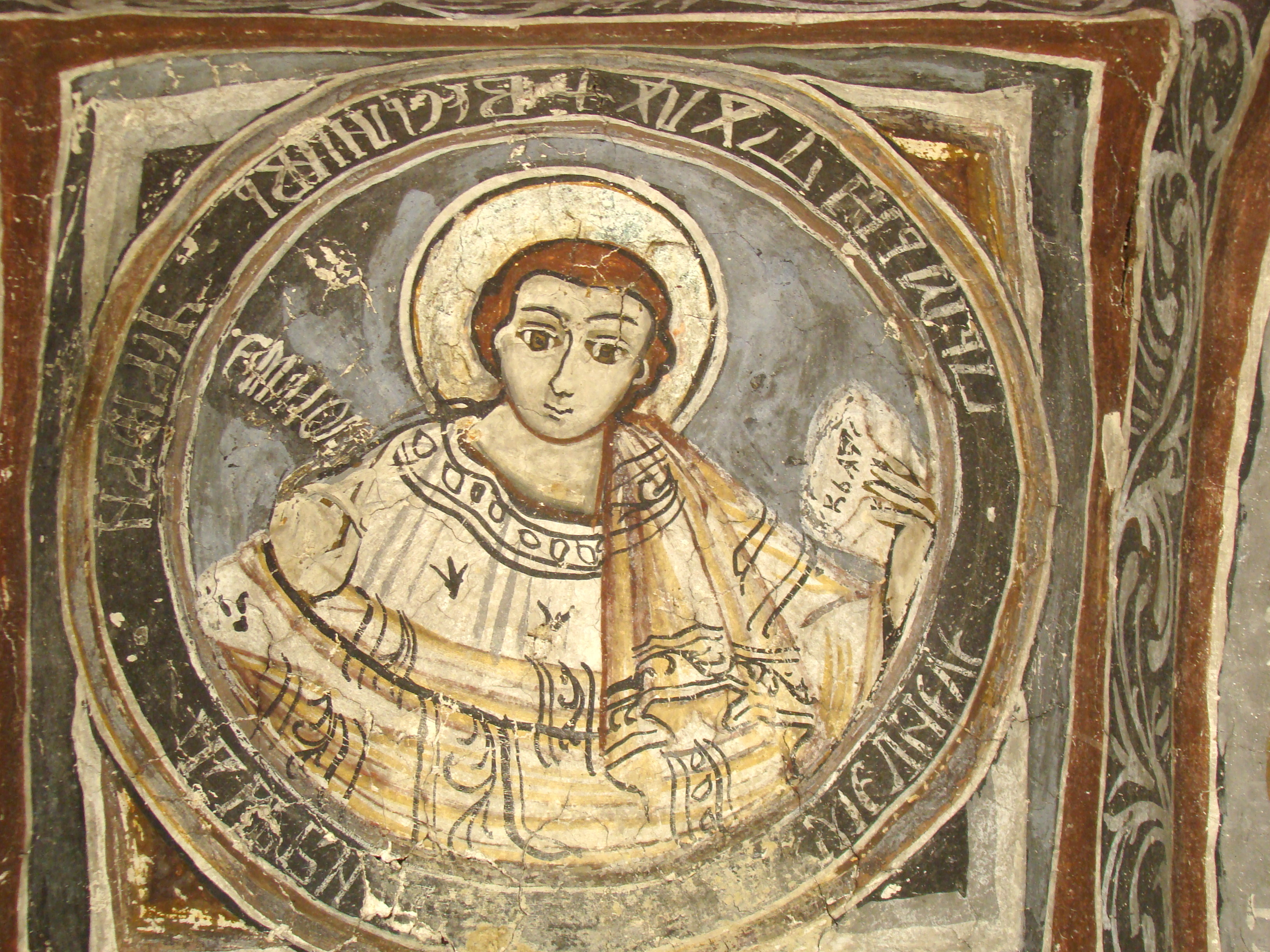
Pictura exterioară
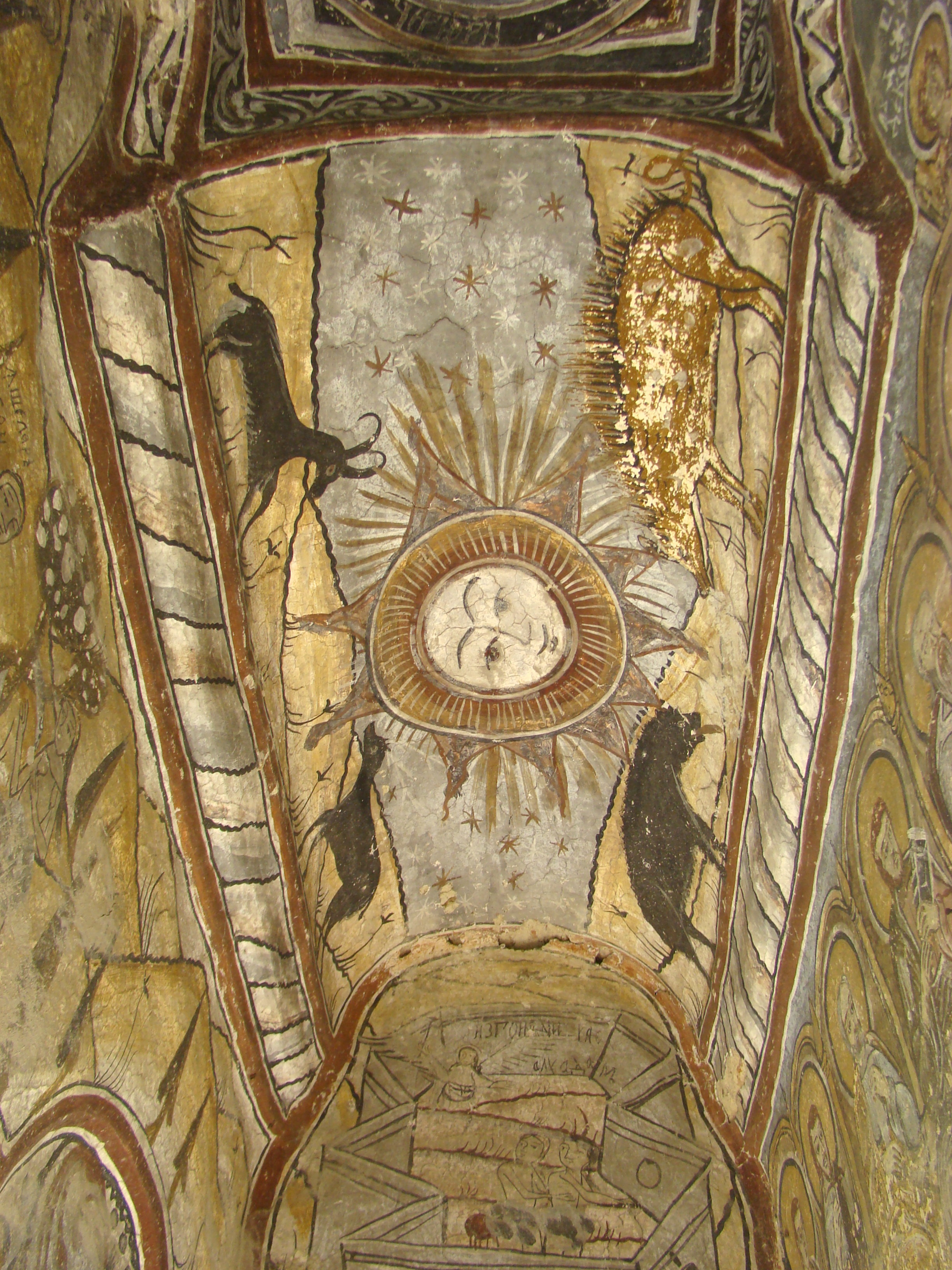
Pictura exterioară
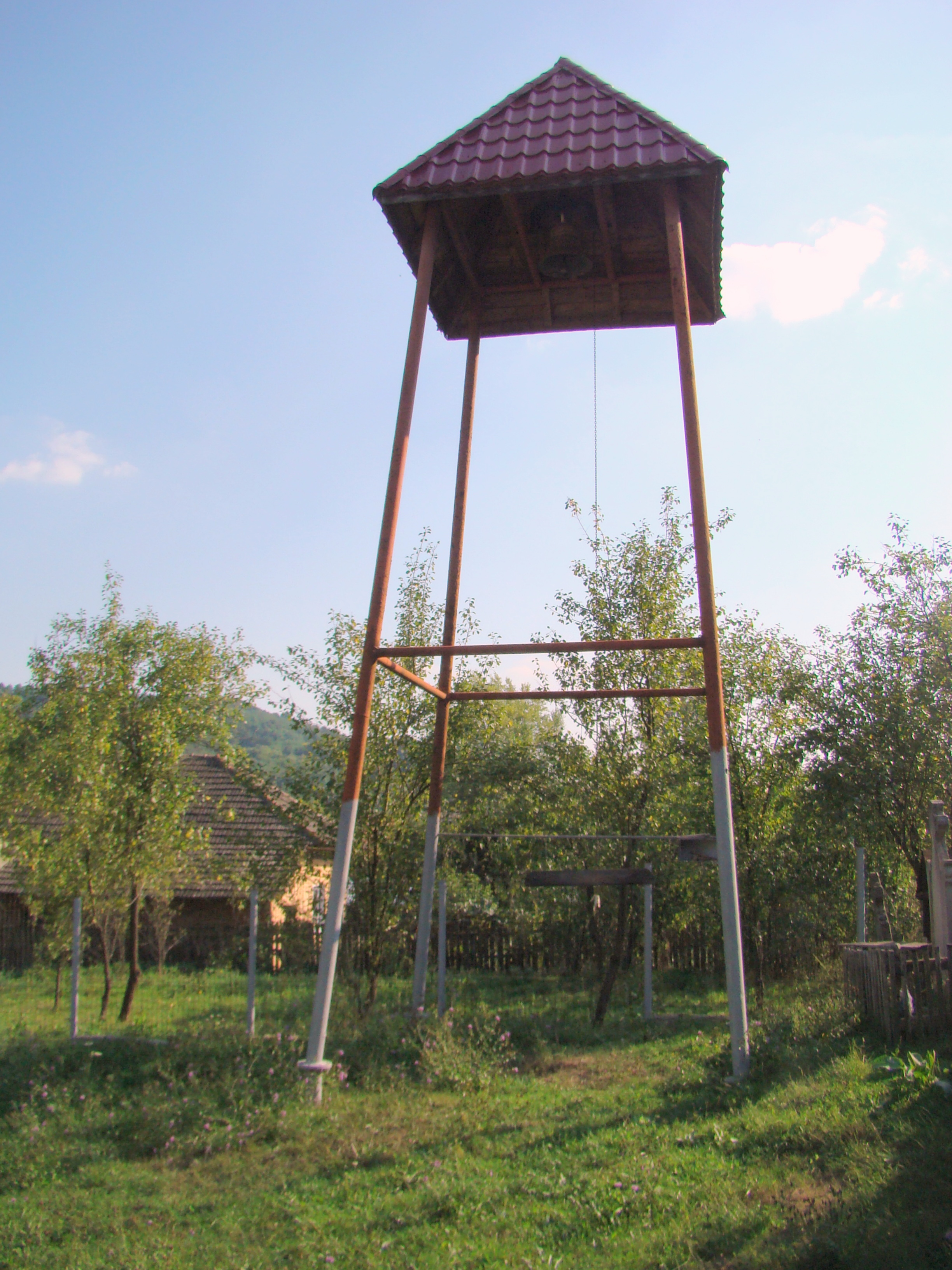
Clopotniţa
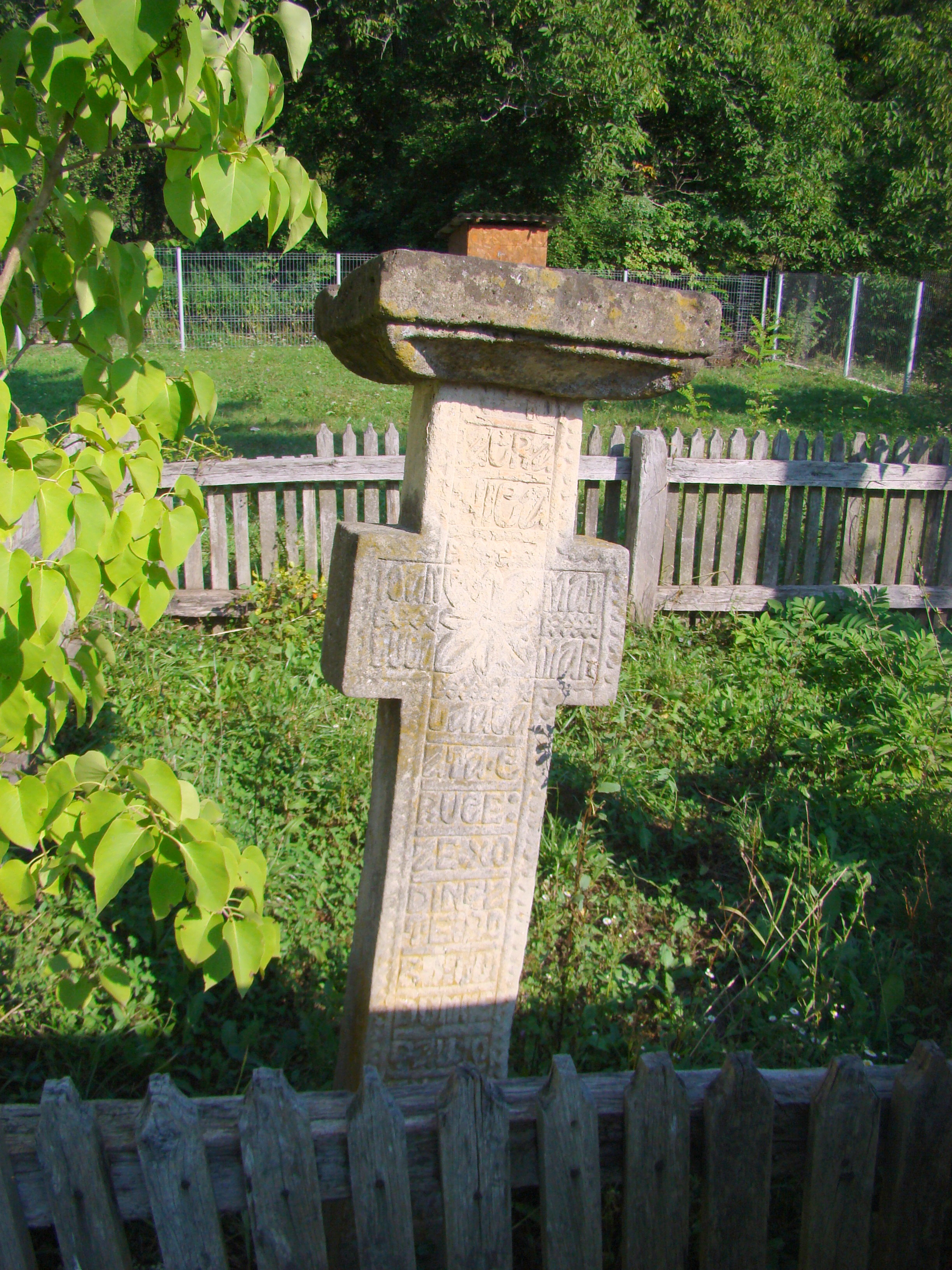
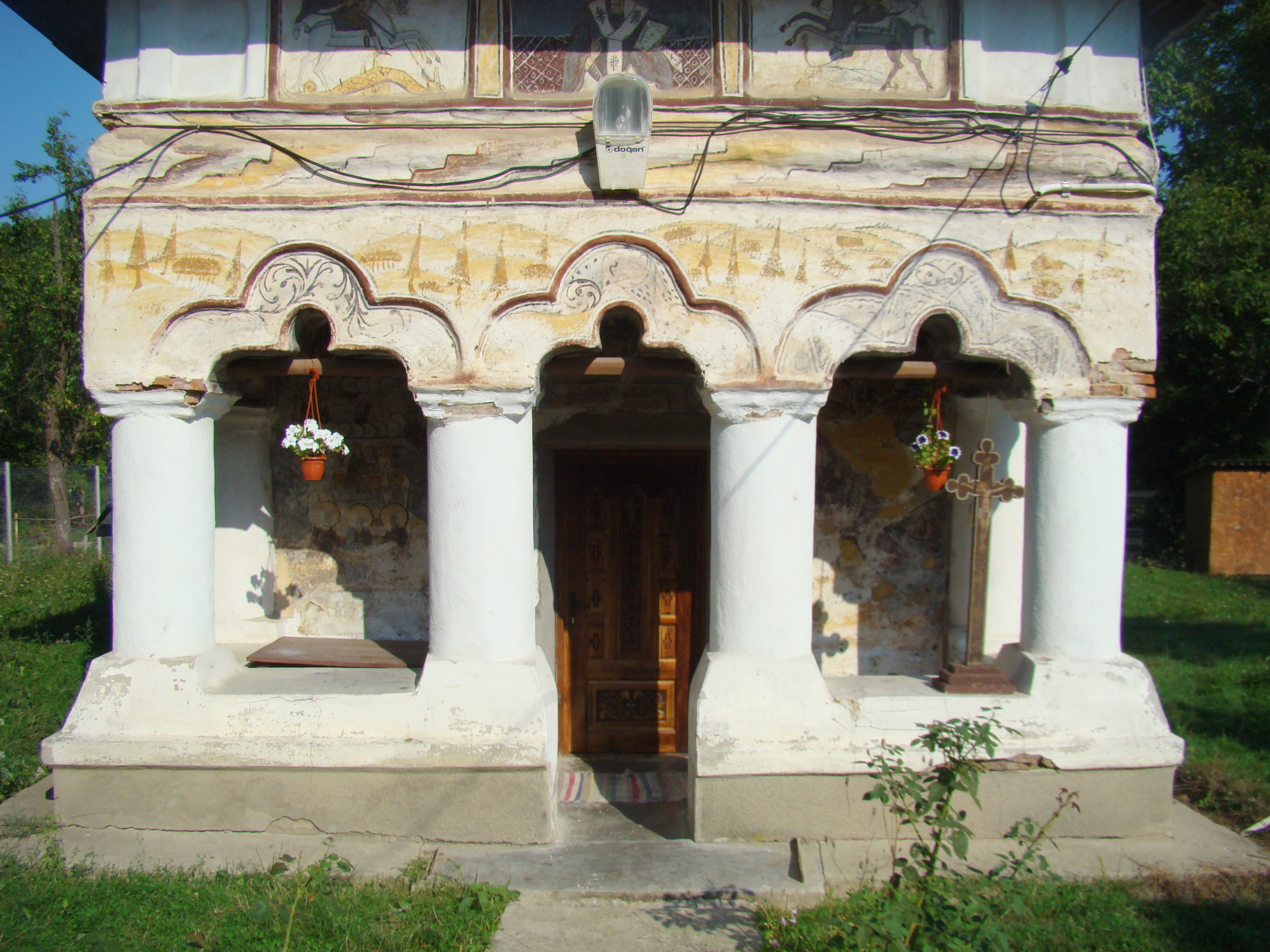
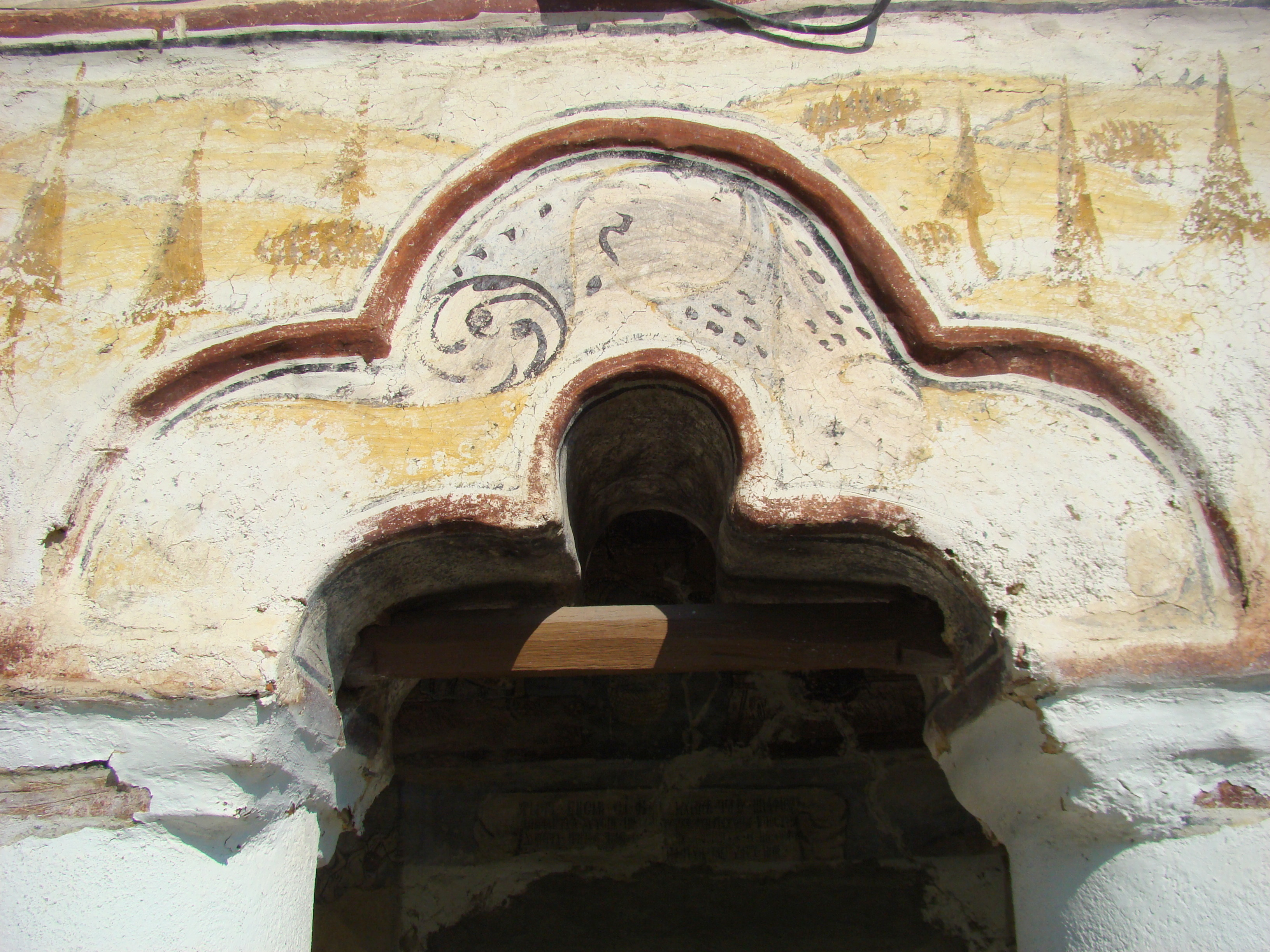
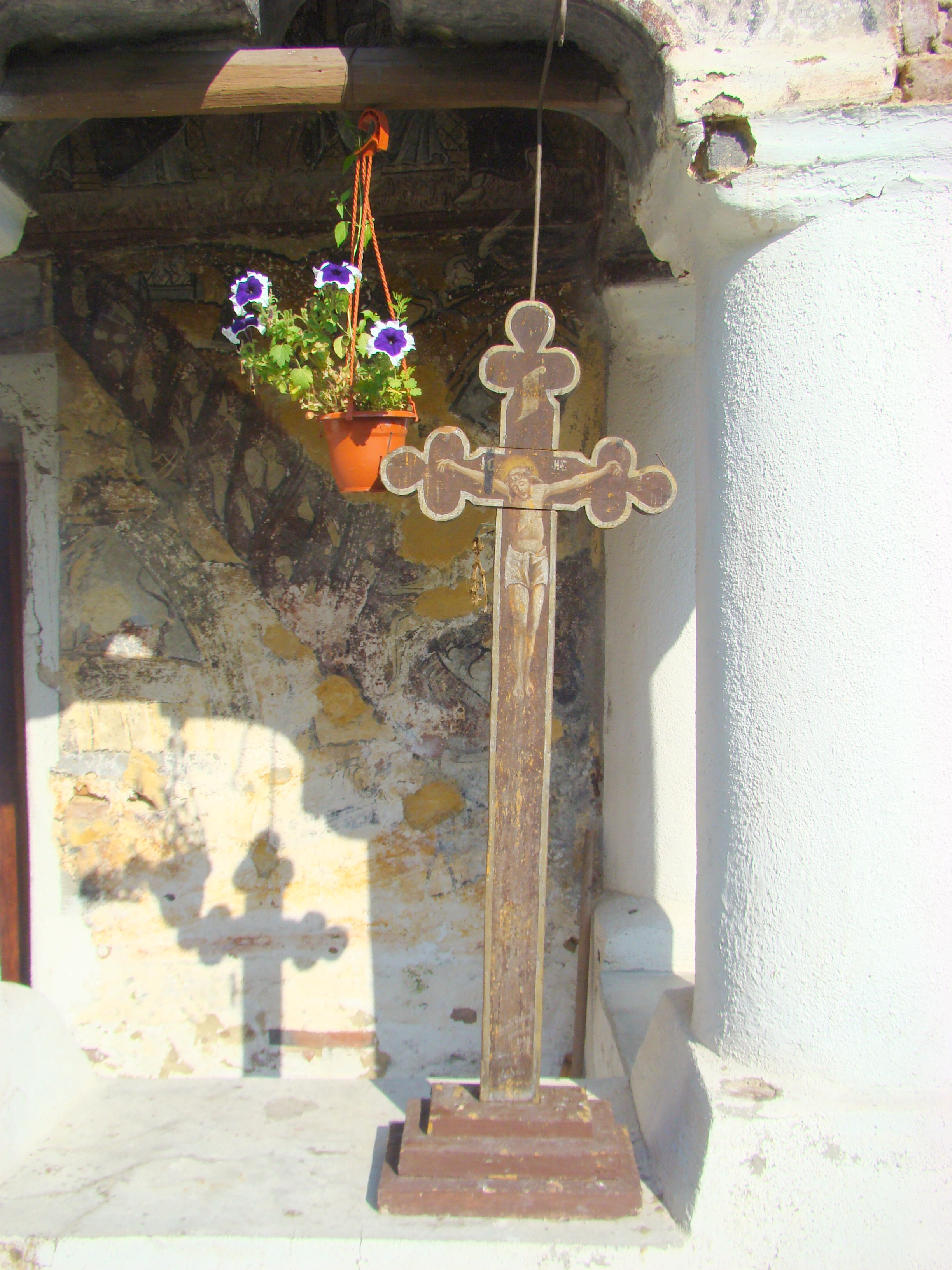
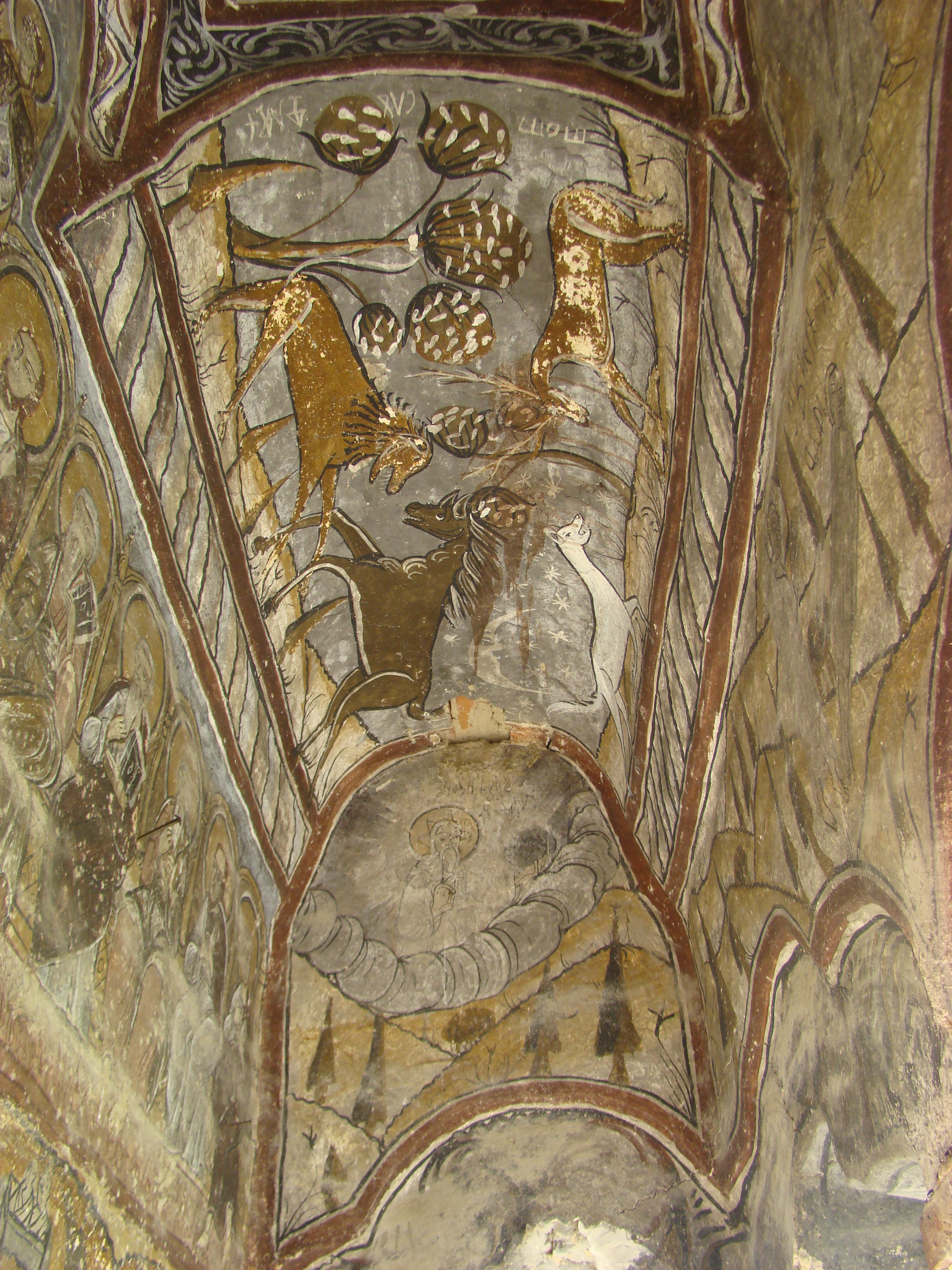
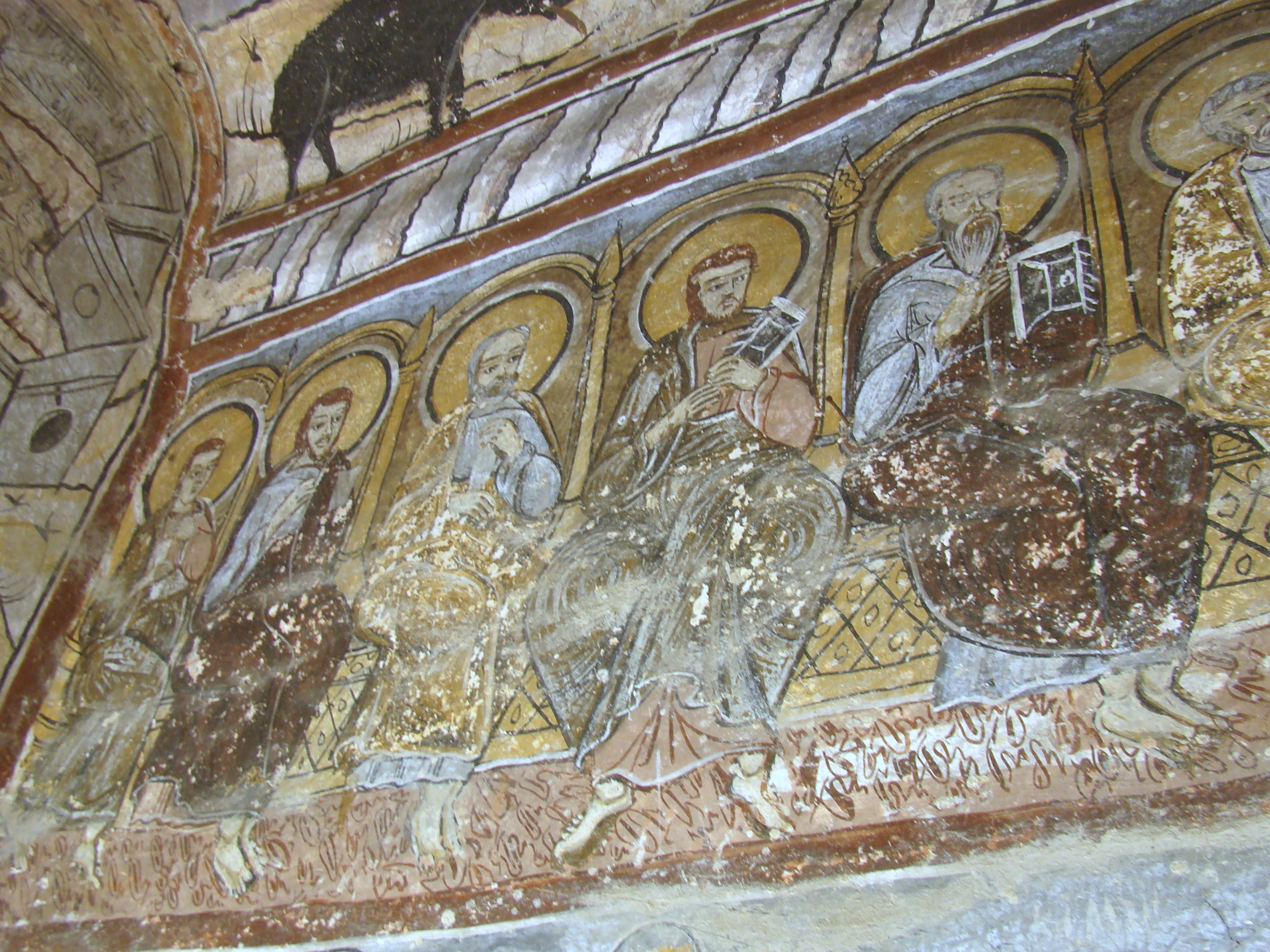
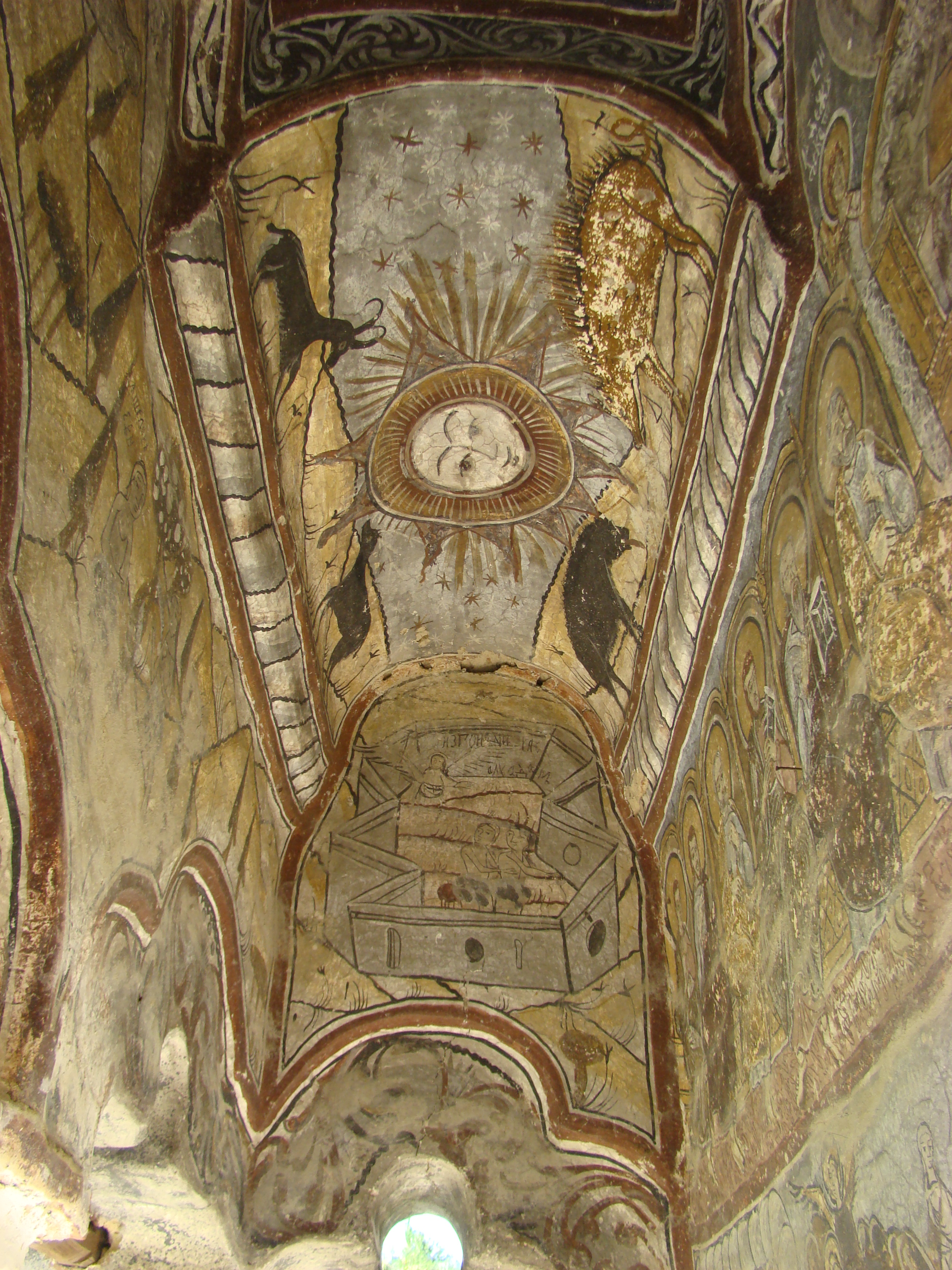
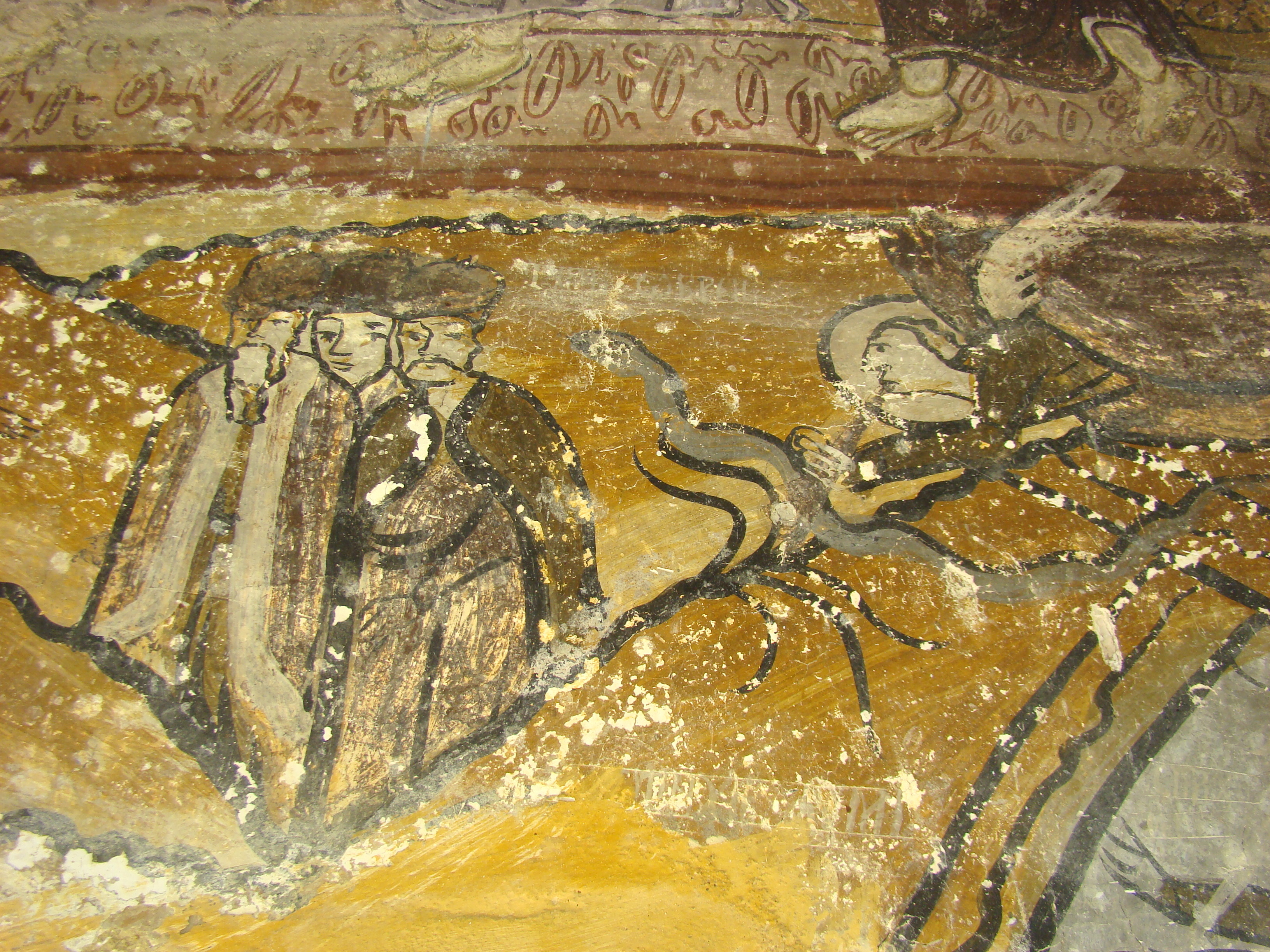
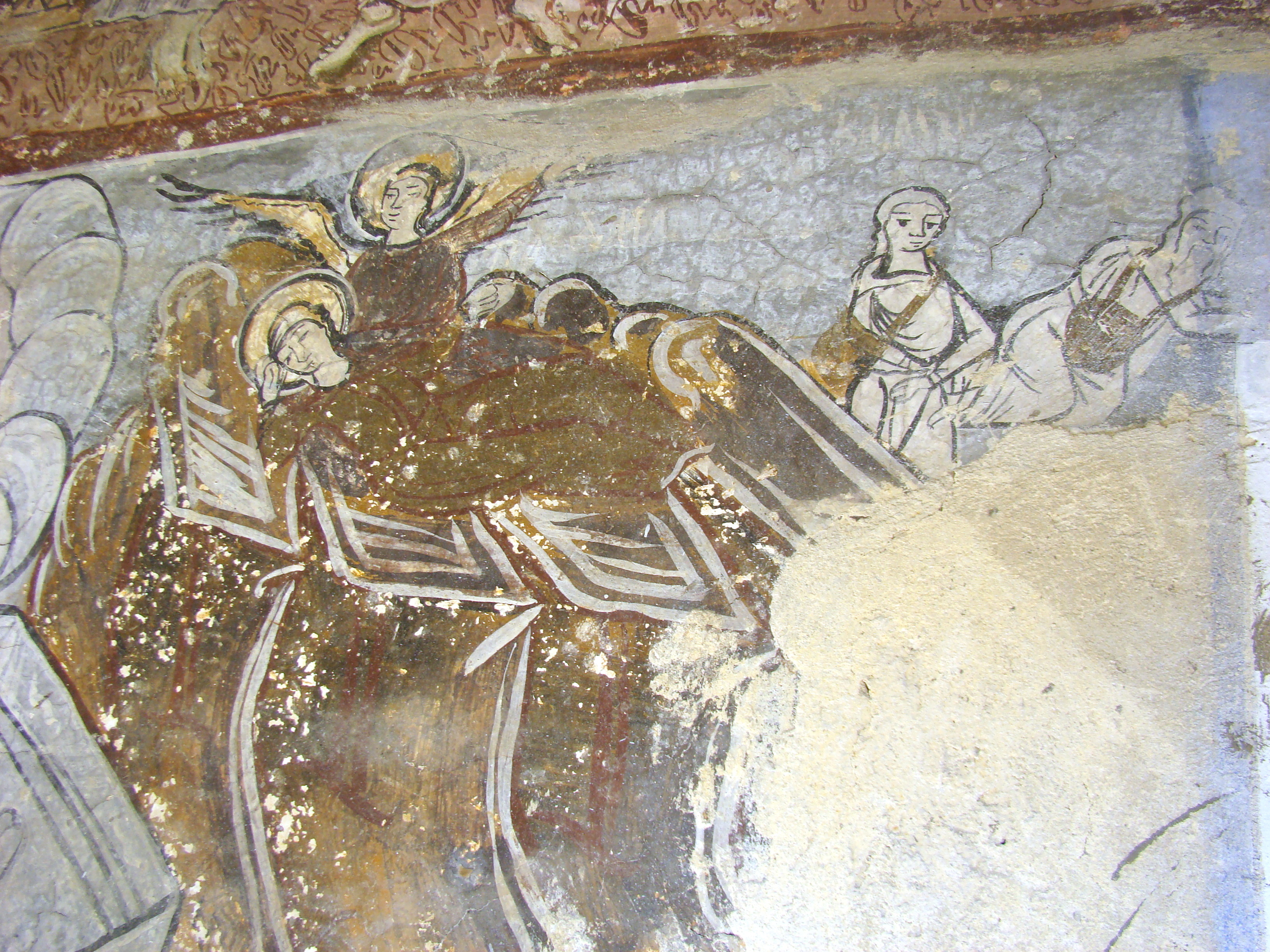
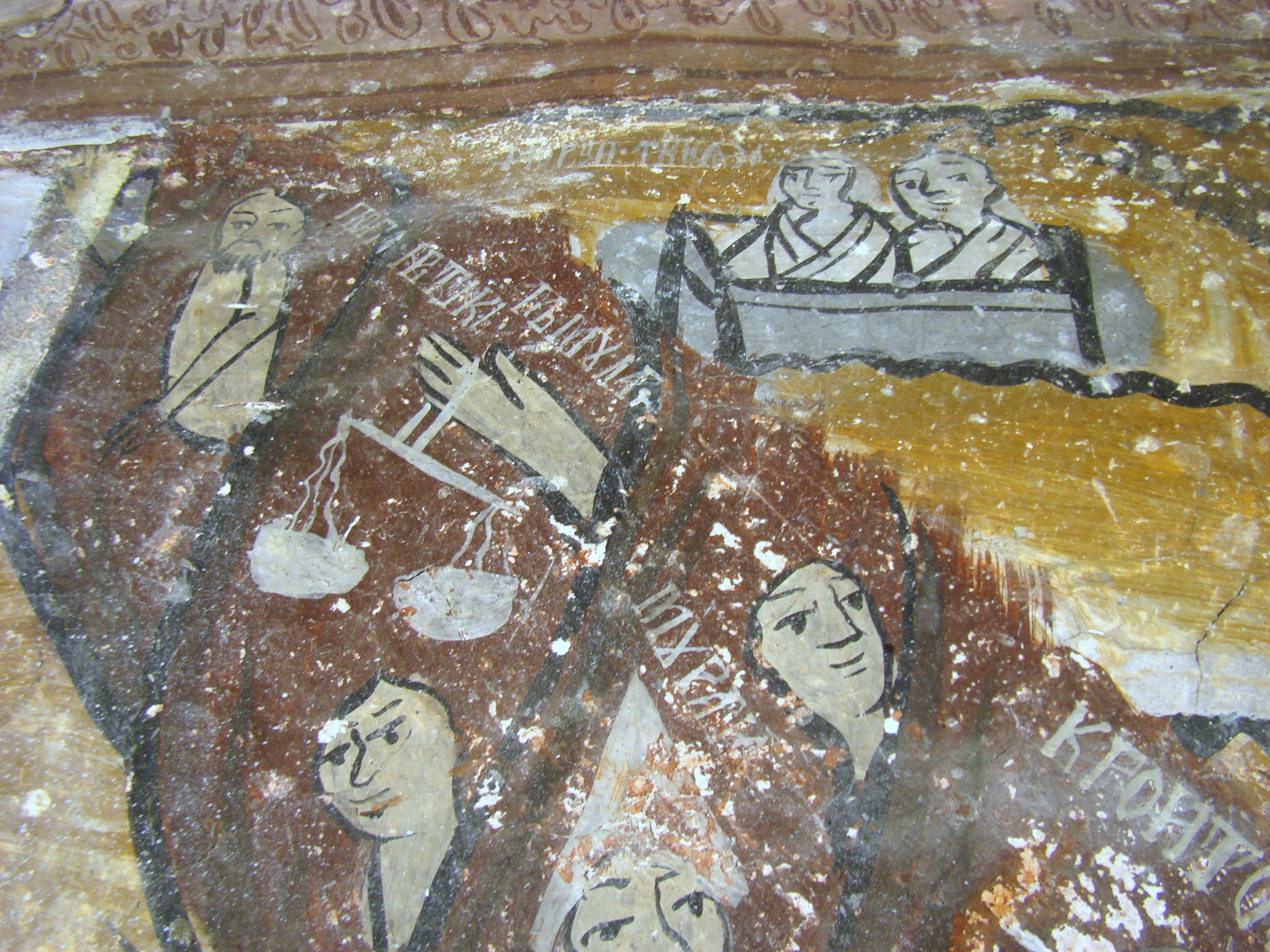
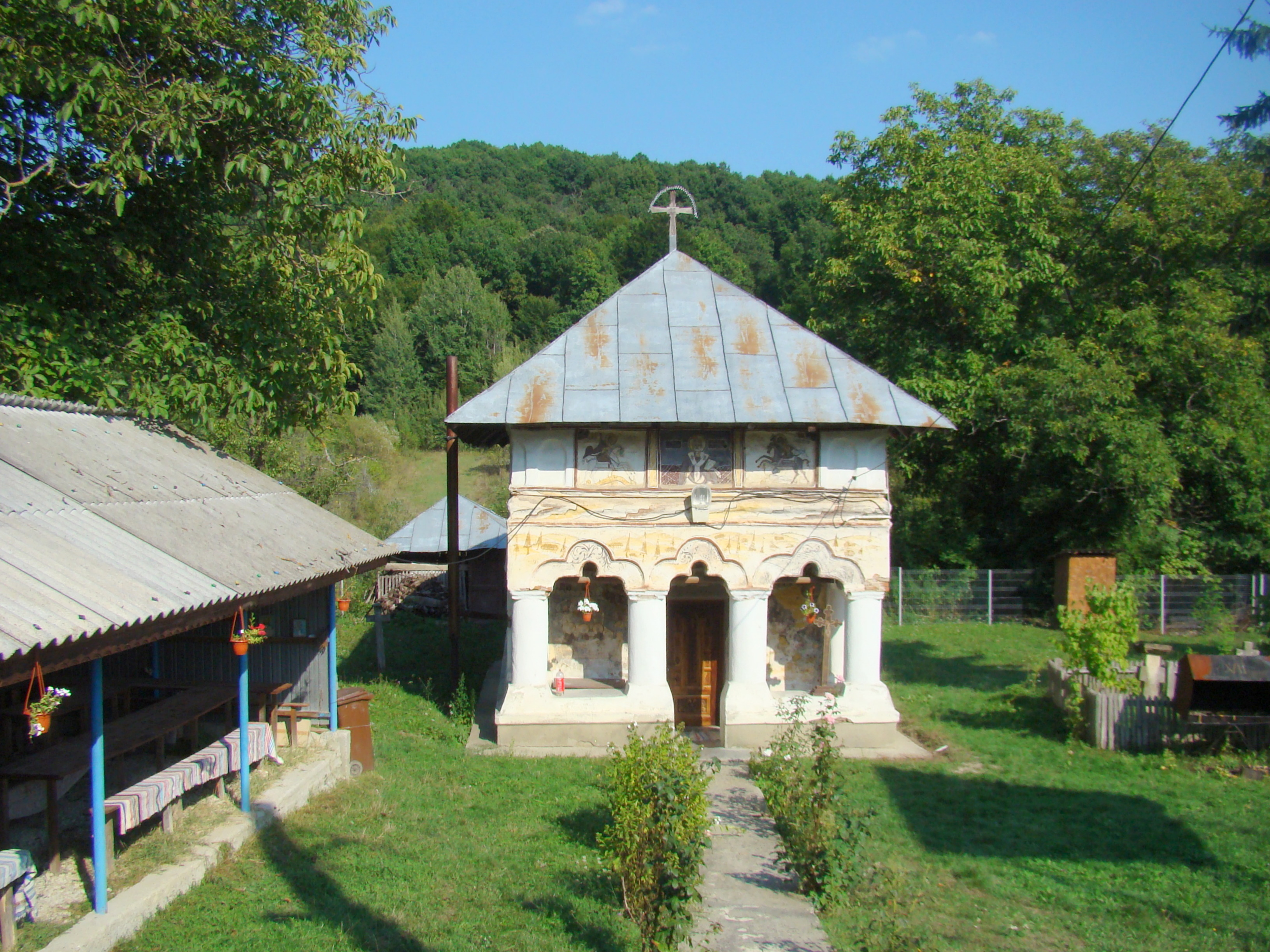
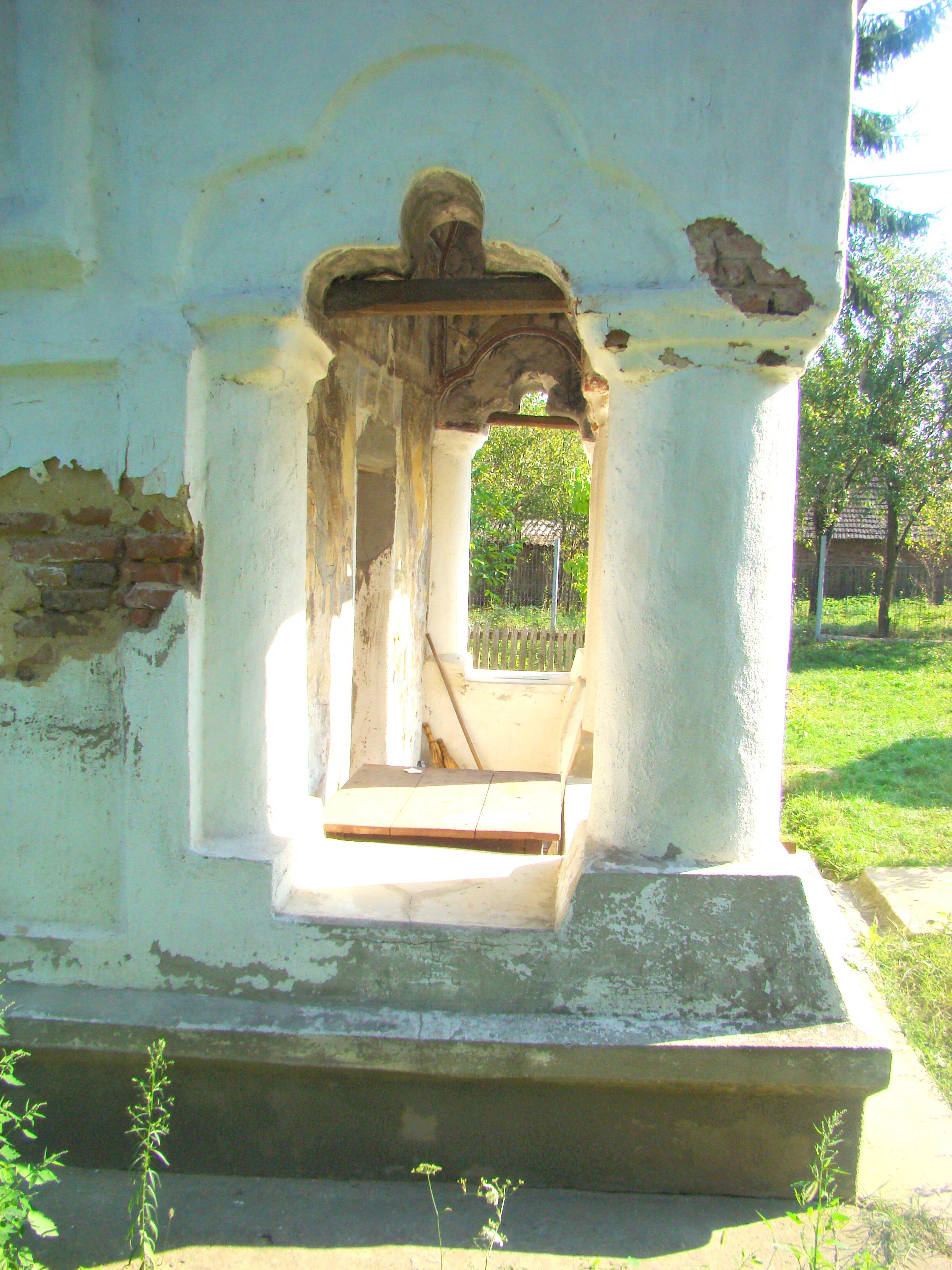
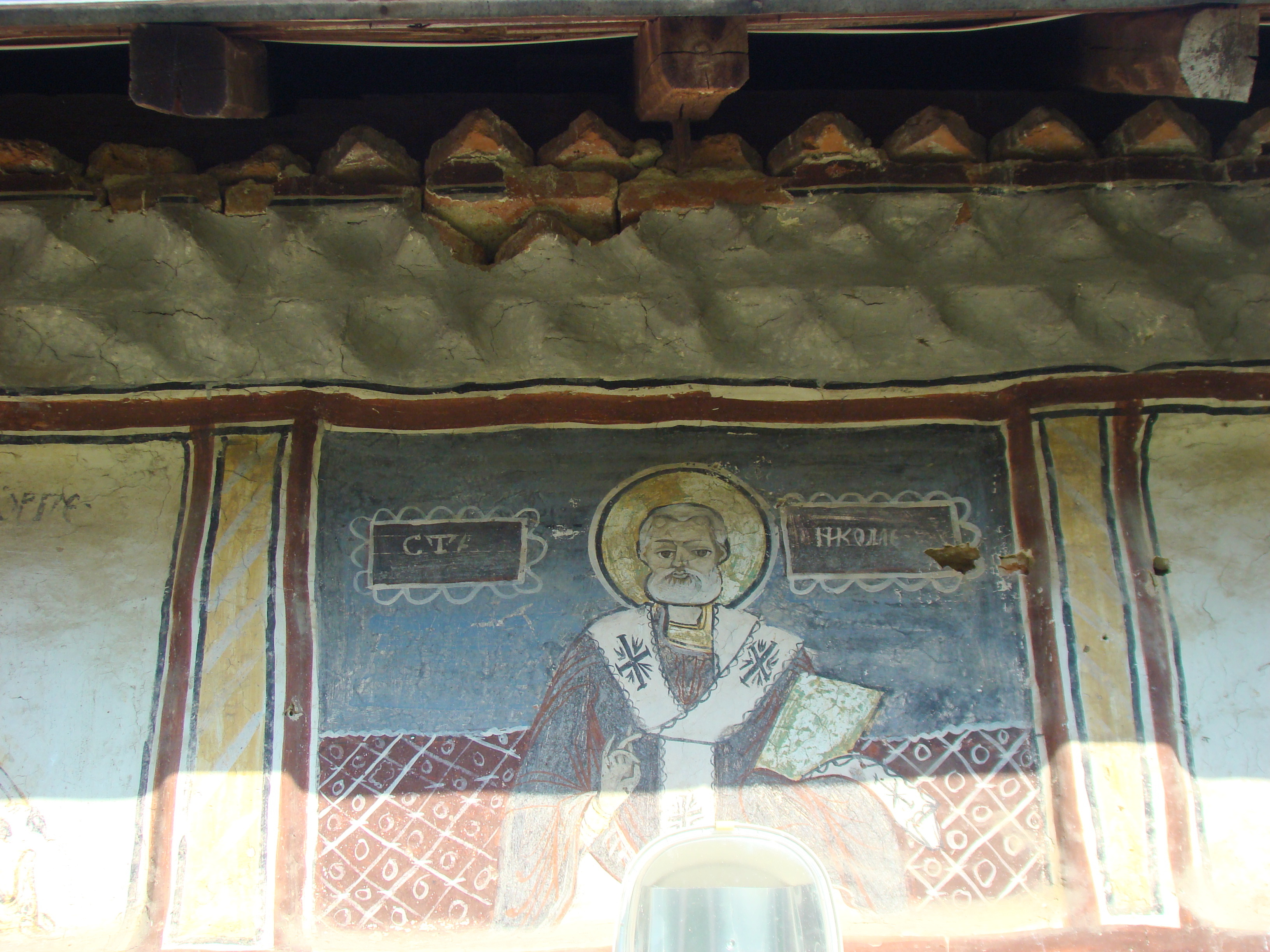
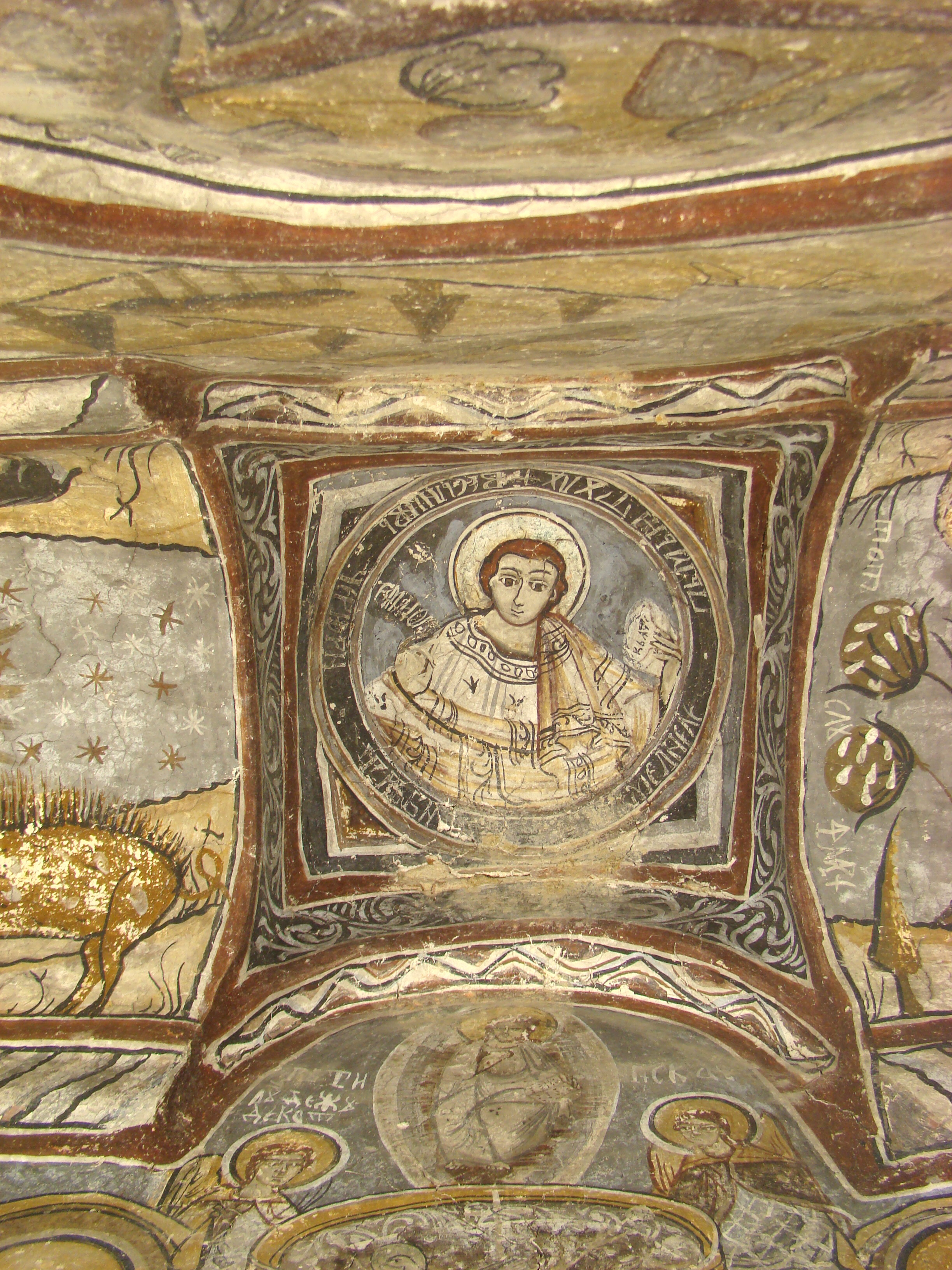
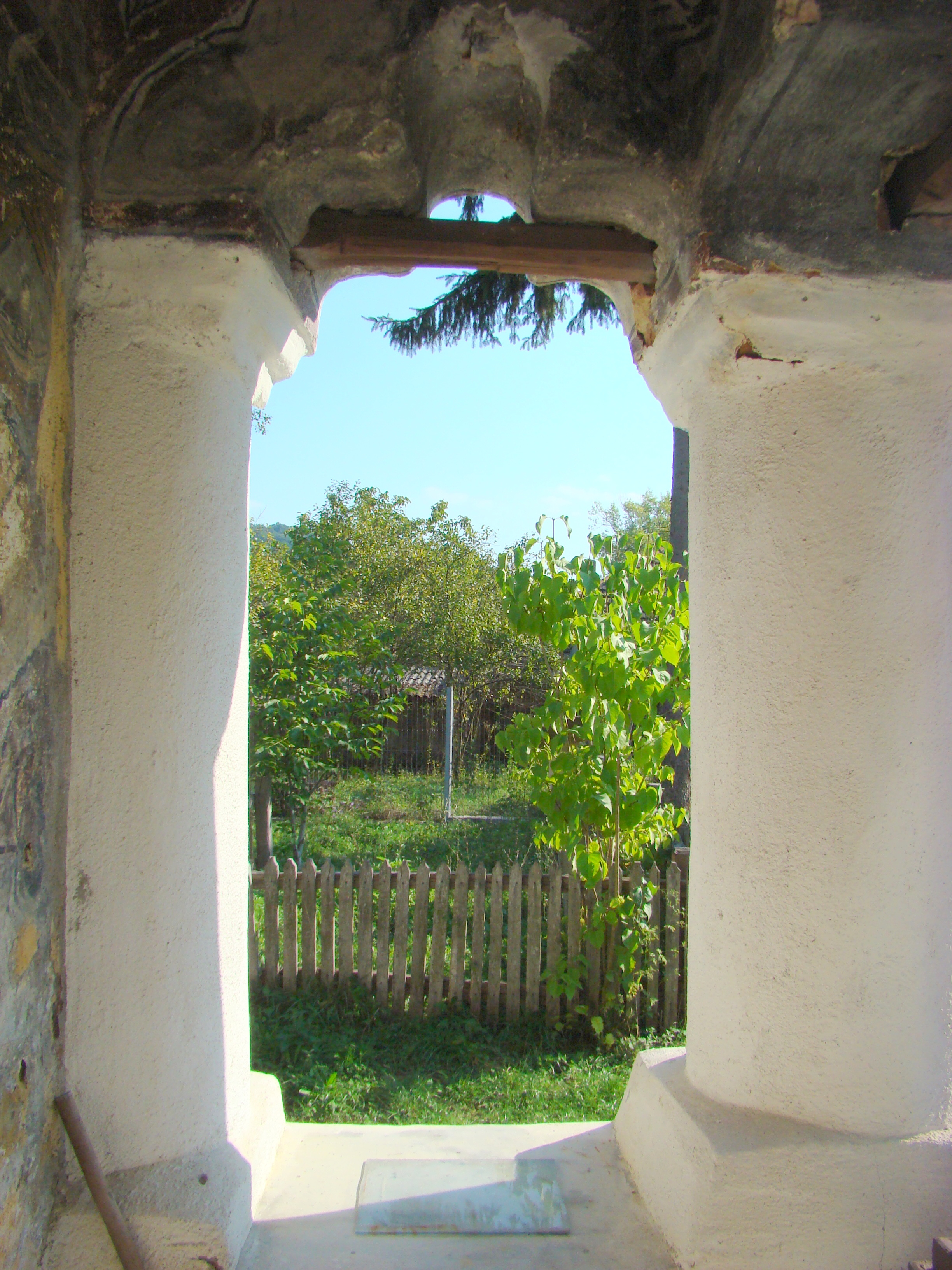
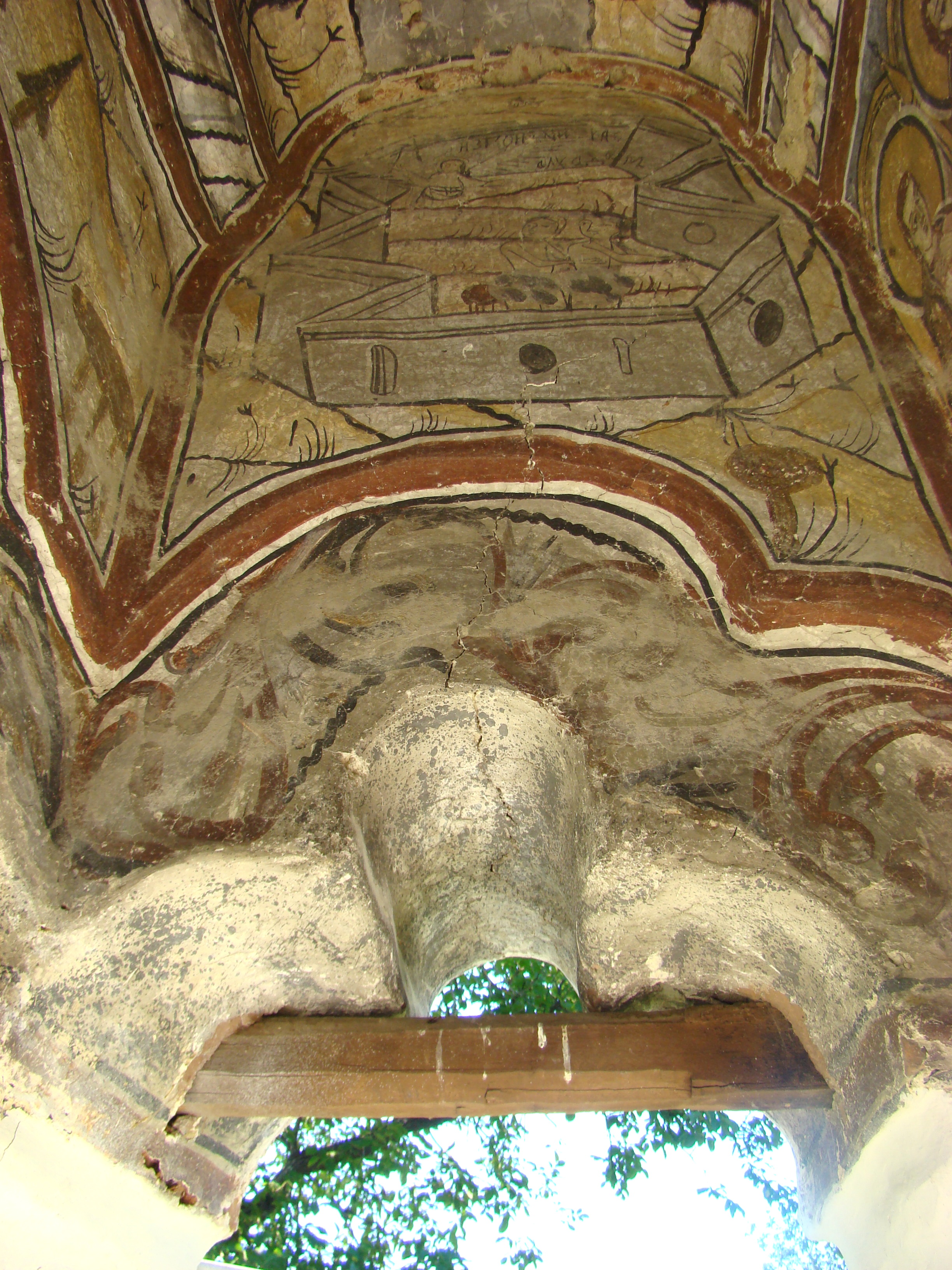
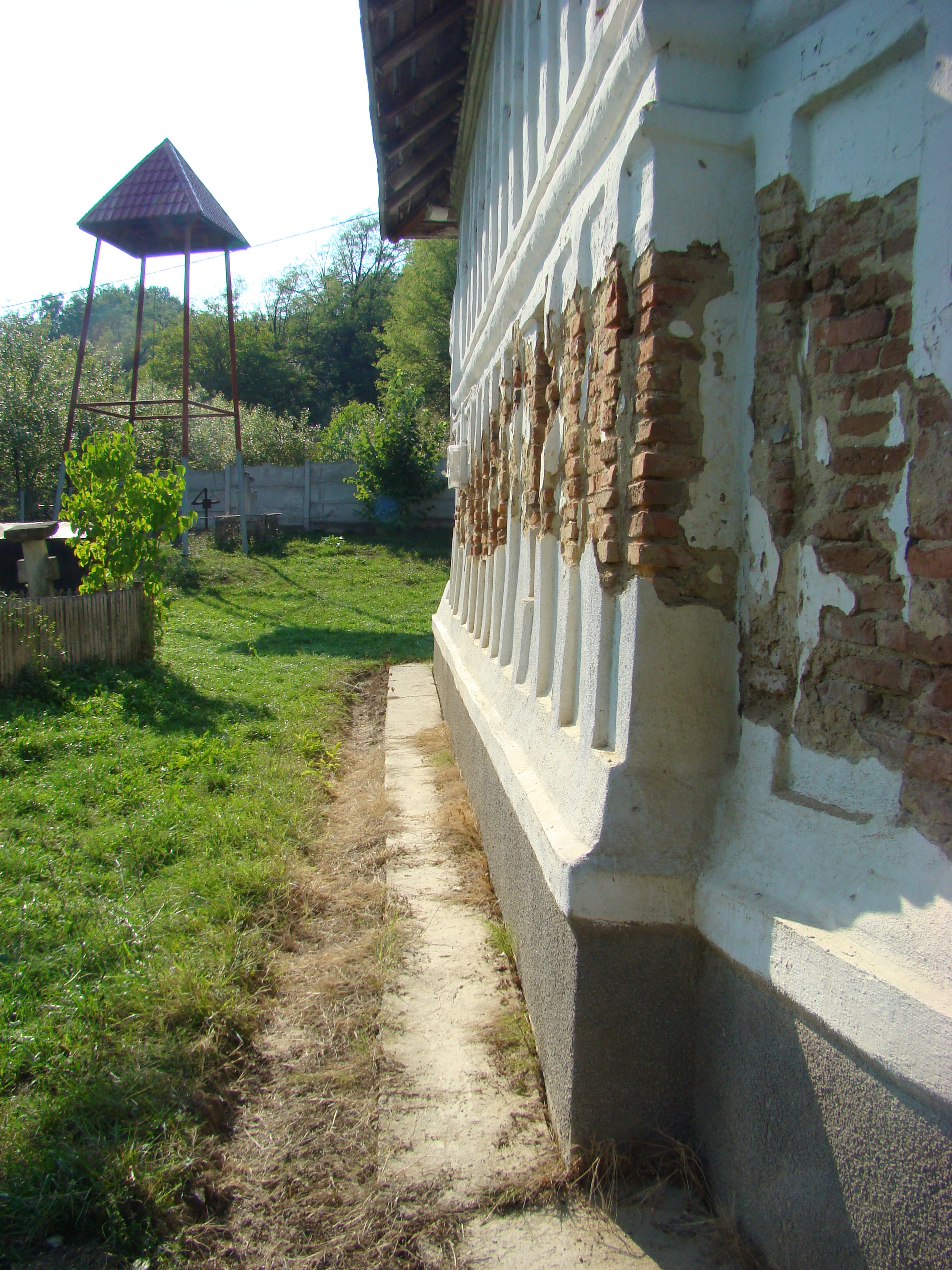
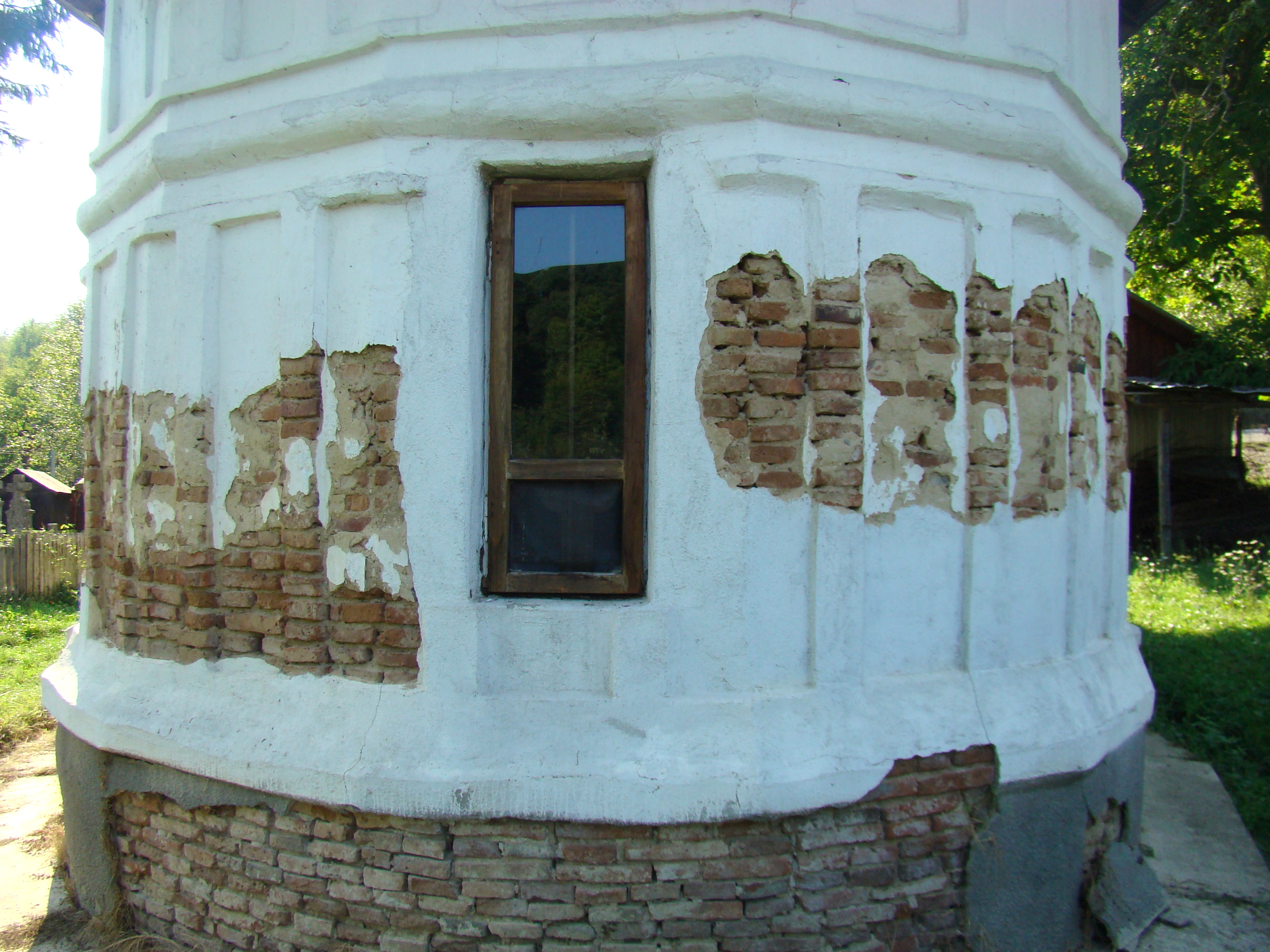
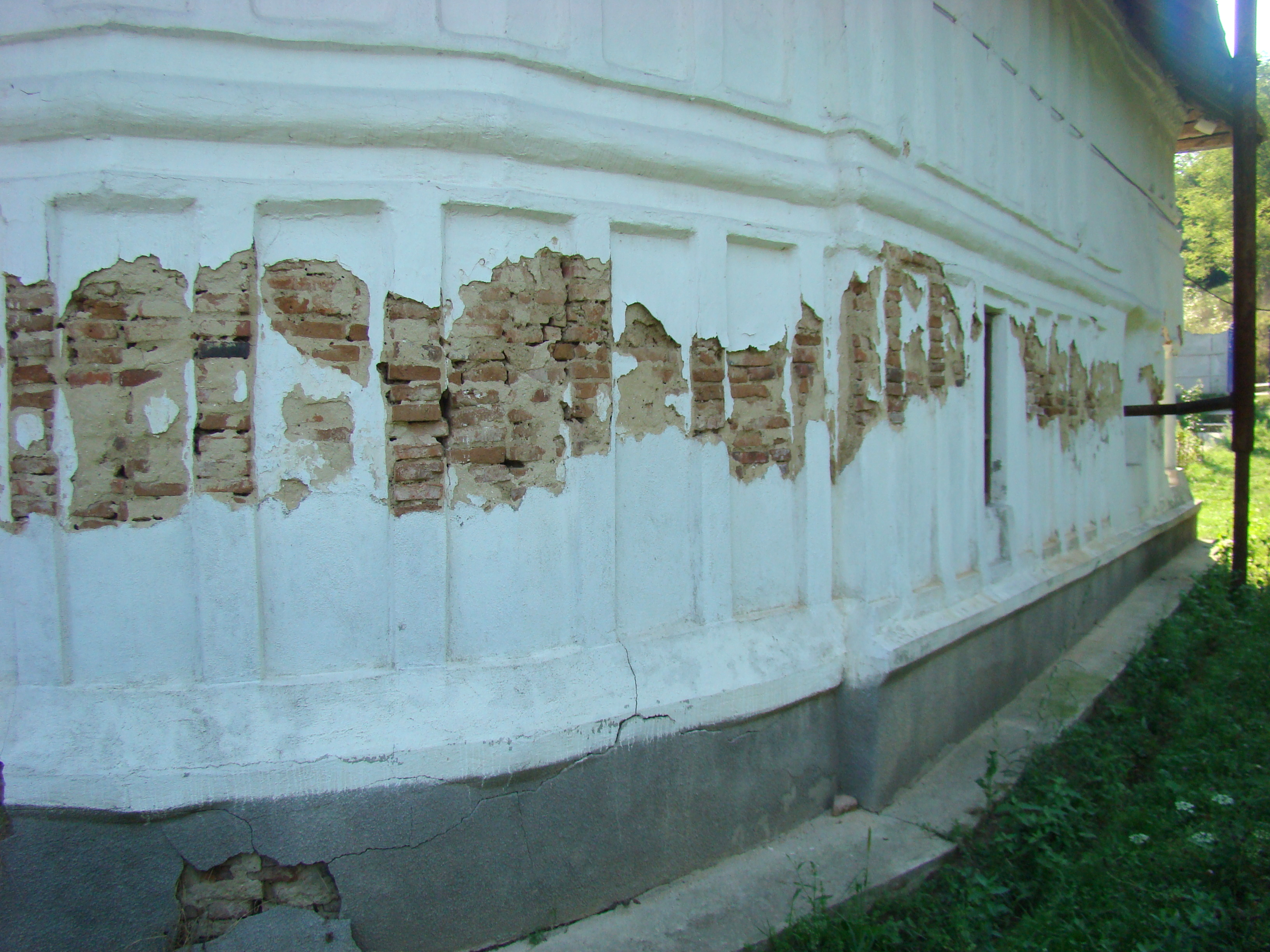